# Île Dorre
L'île Dorre (Dorre Island) est une île australienne d'Australie-Occidentale à une cinquantaine de kilomètres au large de Carnarvon, au sud de l'île Bernier, dans la baie des Requins (Shark Bay).
Ces deux îles ont été protégées de l'arrivée de prédateurs européens et servent de refuge à cinq espèces de marsupiaux en danger:
- Perameles bougainville bougainville, le Perameles bougainville
- Bettongia lesueur lesueur, le Bettongia lesueur ou Boodie
- Lagostrophus fasciatus fasciatus, le lièvre wallaby rayé
- Lagorchestes hirsutus bernieri,le Largorchestes hirsutus sesp
- Lagorchestes hirsutus dorreae

L'accès de l'île est réservé aux biologistes.